# Jasione sessiliflora
Jasione sessiliflora är en klockväxtart som beskrevs av Pierre Edmond Boissier och Georges François Reuter. Jasione sessiliflora ingår i släktet blåmunkssläktet, och familjen klockväxter. Inga underarter finns listade i Catalogue of Life.